# Les Deux Nobles Cousins
Pour les articles homonymes, voir Cousins (homonymie).
Les Deux Nobles Cousins (The Two Noble Kinsmen, titre traduit aussi sous Les deux Nobles Parents) est une pièce de théâtre écrite en 1613 par William Shakespeare et John Fletcher.

## Inspiration
La trame de cette pièce s'inspire, comme l'indique le prologue, du Conte du chevalier, présent dans Les Contes de Canterbury de Geoffrey Chaucer.

## Publication
Cette pièce n'a pas été incluse dans le premier folio publié des œuvres de Shakespeare en 1623. La composition des cinq actes s'est partagée entre les deux auteurs. On considère habituellement que Shakespeare a écrit les actes I, IV et V, et Fletcher les actes II et III.

## Postérité
Dans l'épisode Co-Dependent's Day (Boire et déboires ) de la saison XV des Simpson, Moe sèche ses larmes avec le manuscrit de la pièce : il vient de vendre pour 4 dollars une non moins inestimable bouteille de Château Latour 1886, que les époux Simpson ont bue en deux gorgées... 